# Kores
Kores je priimek v Sloveniji, ki ga je po podatkih Statističnega urada Republike Slovenije na dan 1. januarja 2010 uporabljalo 321 oseb.

## Znani nosilci priimka
- Blanka Kores Plesničar, psihiatrinja, prof. MF
- Ema Kores, skladateljica
- Gaja Kores, sabljačica
- Ivo Kores (*1967), novinar, RTV-voditelj
- Jože Kores (*1930), pevec, tenorist
- Martin Kores (1896—1941), ključavničar, sindikalni in politični delavec
- Maša Kores, fotografinja
- Slavko Kores (1924—1996), slikar
- Tim Kores - Kori (*1989), pop-pevec/glasbenik